# Lucile Tessariol
Lucile Lora Tessariol (Bordeaux, 6 gennaio 2004) è una nuotatrice francese, specializzata nello stile libero.

## Biografia
Al Festival olimpico della gioventù europea di Baku 2019 ha vinto il bronzo nella staffetta mista 4x100 m misti.
All'età di diciassette anni, ha rappresentato la Francia ai Giochi olimpici estivi di Tokyo 2020, classificandosi 8ª nella staffetta 4x200 m stile libero, con le connazionali Charlotte Bonnet, Assia Touati e Margaux Fabre.
Ai Giochi del Mediterraneo di Orano 2022 ha guadagnato la medaglia d'argento nella staffetta 4x100 m stile libero, con Assia Touati, Marina Jehl e Océane Carnez.
Ai campionati europei di nuoto di Roma 2022 ha vinto la medaglia d'oro nella staffetta mista 4x100 m stile libero, con Maxime Grousset, Charles Rihoux, Charlotte Bonnet, Marie Wattel, Hadrien Salvan e Béryl Gastaldello, senza scendere in acqua nella finale, e quella d'argento nella staffetta mista 4x200 m stile libero, assieme a Wissam-Amazigh Yebba, Charlotte Bonnet, Hadrien Salvan, Roman Fuchs e Giulia Rossi-Bene

## Palmarès
- Europei

Roma 2022: oro nella 4x100m sl mista; argento nella 4x200m sl mista;
- Giochi del Mediterraneo

Orano 2022: argento nella 4x100 m sl;
- Festival olimpico della gioventù europea

Baku 2019: bronzo nella 4x100 m misti mista;